# Île Royal Society
L'île Royal Society (en russe : Остров Королевского Общества, ostrov Korolevskogo Obchtchestva) est une île de la terre François-Joseph, en Russie.

## Géographie
Située dans le détroit de Smithson, à 1,5 km au nord-ouest de l'île Leigh-Smith et à 5,5 km au nord-est de l'île Hooker, elle s'étend sur 6 km de longueur et 2,5 de largeur et à la forme d'un croissant. Elle est libre de glace. Un sommet rocheux, au sud, culmine à 204 m et un autre, au nord, à 188 m. 

## Histoire
Découverte en 1897 par Frederick G. Jackson, elle a été nommée en l'honneur de la Royal Geographical Society. 